# Aholitschy
Aholitschy (belarussisch Аголічы; russisch Оголичи) ist ein Dorf in Belarus.
Der Ort liegt im Rajon Petrykau der Homelskaja Woblasz.

## Söhne des Ortes
- Alexei Brodowitsch, US-amerikanischer Grafikdesigner